# Албанска гркокатоличка црква
Албанска гркокатоличка црква, односно Албанска византокатоличка црква је назив за гркокатоличку (византокатоличку) цркву у Албанији. Једна је од укупно 23 источнокатоличке цркве које су у пуном јединству са Римокатоличком црквом. Користи грчко-византијски литургијски обред. Нема сопствену јерархију, тако да је гркокатоличко свештенство у Албанији потчињено Апостолској администратури за Јужну Албанију, која је основана 1939. године. Током старије историје, постојала је посебна Драчка гркокатоличка надбискупија, која је деловала у 17. и 18. веку, али је касније укинута.
Албанску гркокатоличку цркву не треба мешати са Италоалбанском гркокатоличком црквом, која делује на територији Италије.